# Pic Antler
Pour les articles homonymes, voir Antler.
Le pic Antler (en anglais : Antler Peak) est un sommet montagneux situé dans le parc national de Yellowstone, dans le comté de Park au Wyoming aux États-Unis. Il culmine à une altitude de 3 067 m.

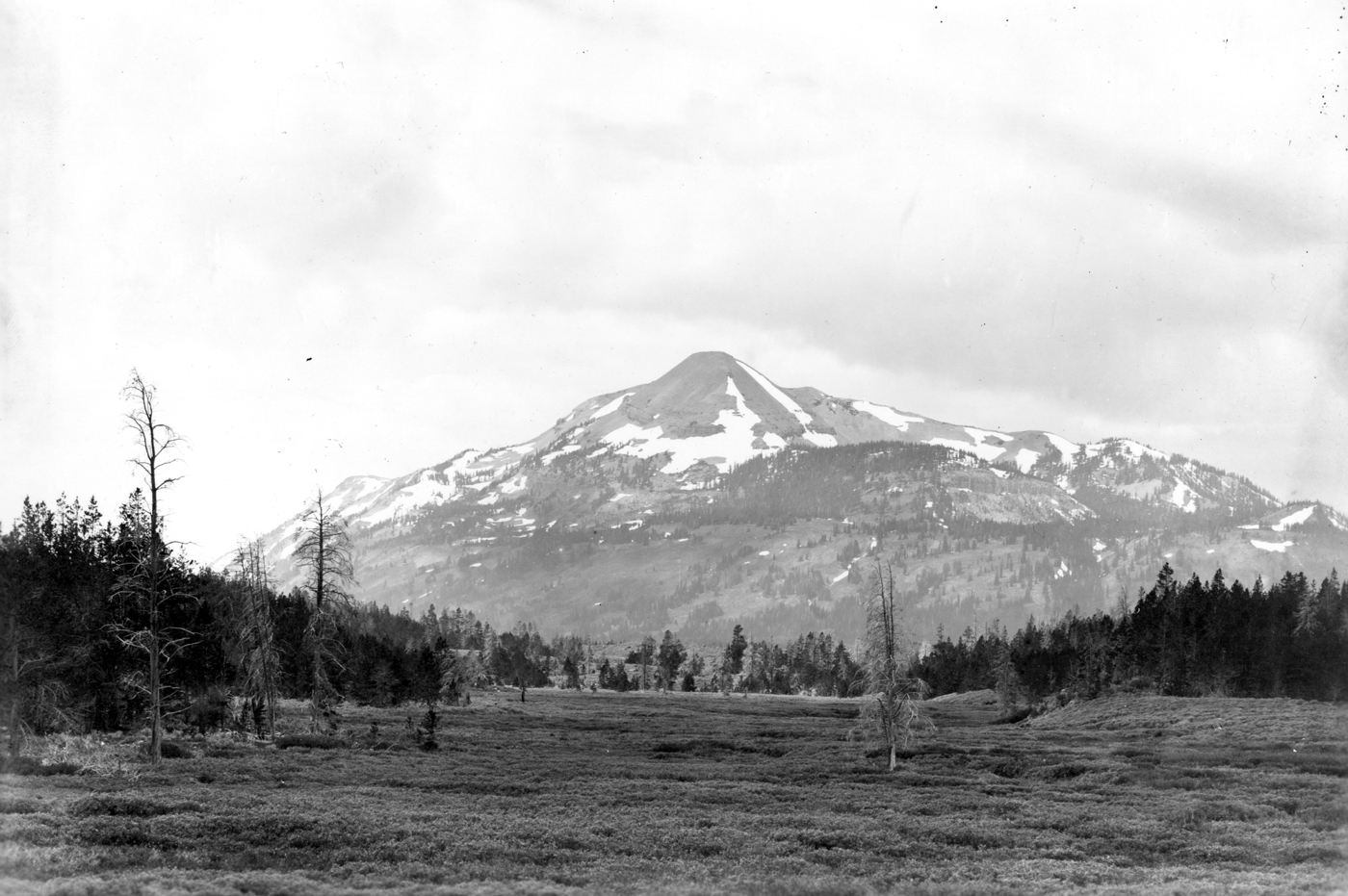
Vue du pic Antler depuis Indian Creek.

Bien que le pic Antler soit clairement visible depuis la Grand Loop Road, route qui traverse Swan Lake Flats et la région d'Indian Creek, il n'existe aucun sentier entretenu permettant d'atteindre le sommet. Le sentier Bighorn Pass Trail, dont le point de départ se trouve à Indian Creek, passe à environ 3 km au nord du sommet.
Le pic est initialement nommé Bell's Peak en 1878 en l'honneur d'un secrétaire adjoint de l'Intérieur par Philetus Norris, deuxième surintendant du parc, ou W. H. Holmes, un géologue de l'Institut d'études géologiques des États-Unis. En 1885, Arnold Hague renomme le sommet et lui attribue son nom actuel en raison des nombreux bois (antler en anglais) de cerf et de wapiti qui se trouvaient sur ses pentes.